# Гітега (провінція)
Гітега — одна з 17 провінцій Бурунді. Адміністративний центр — місто Гітега. Має населення близько 675 000 чоловік та площу 1,979 км².

## Комуни
Провінція поділяється на такі комуни:
- Бугендана
- Букірасазі
- Бураза
- Гіхета
- Гішубі
- Гітега
- Ітаба
- Макебуко
- Мутаго
- Ньянрусанге
- Р'янсоро

| Бурунді | Це незавершена стаття з географії Бурунді. Ви можете допомогти проєкту, виправивши або дописавши її. |

3°28′10″ пд. ш. 29°57′25″ сх. д. / 3.46944° пд. ш. 29.95694° сх. д.